# Livendula jasonhalli
Espèce
Livendula jasonhalli est une espèce d'insectes lépidoptères (papillons) appartenant à la famille des Riodinidae et au genre Livendula.

## Taxonomie
Livendula jasonhalli a été décrit par Christian Brévignon et Jean-Yves Gallard en 1999
Il a été nommé en l'honneur de l'entomologiste Jason Piers Wilton Hall.

## Écologie et distribution
Livendula jasonhalli n'est présent qu'en Guyane.

### Biotope
Il réside en Amazonie.